# Anne-Julchen Bernhardt

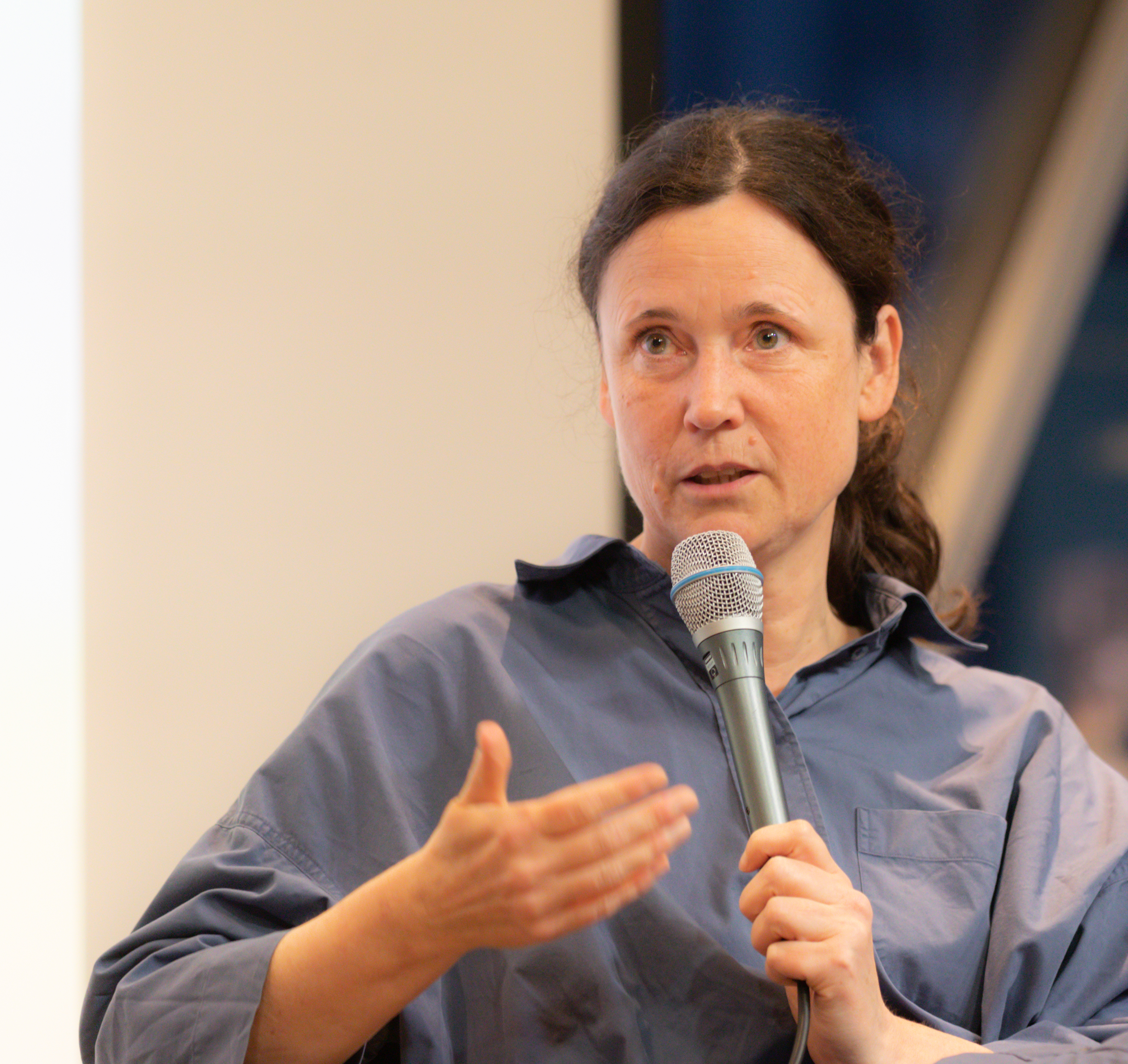
Anne-Julchen Bernhardt

Anne-Julchen Bernhardt (* 1971 in Köln) ist eine deutsche Architektin und Professorin.

## Leben

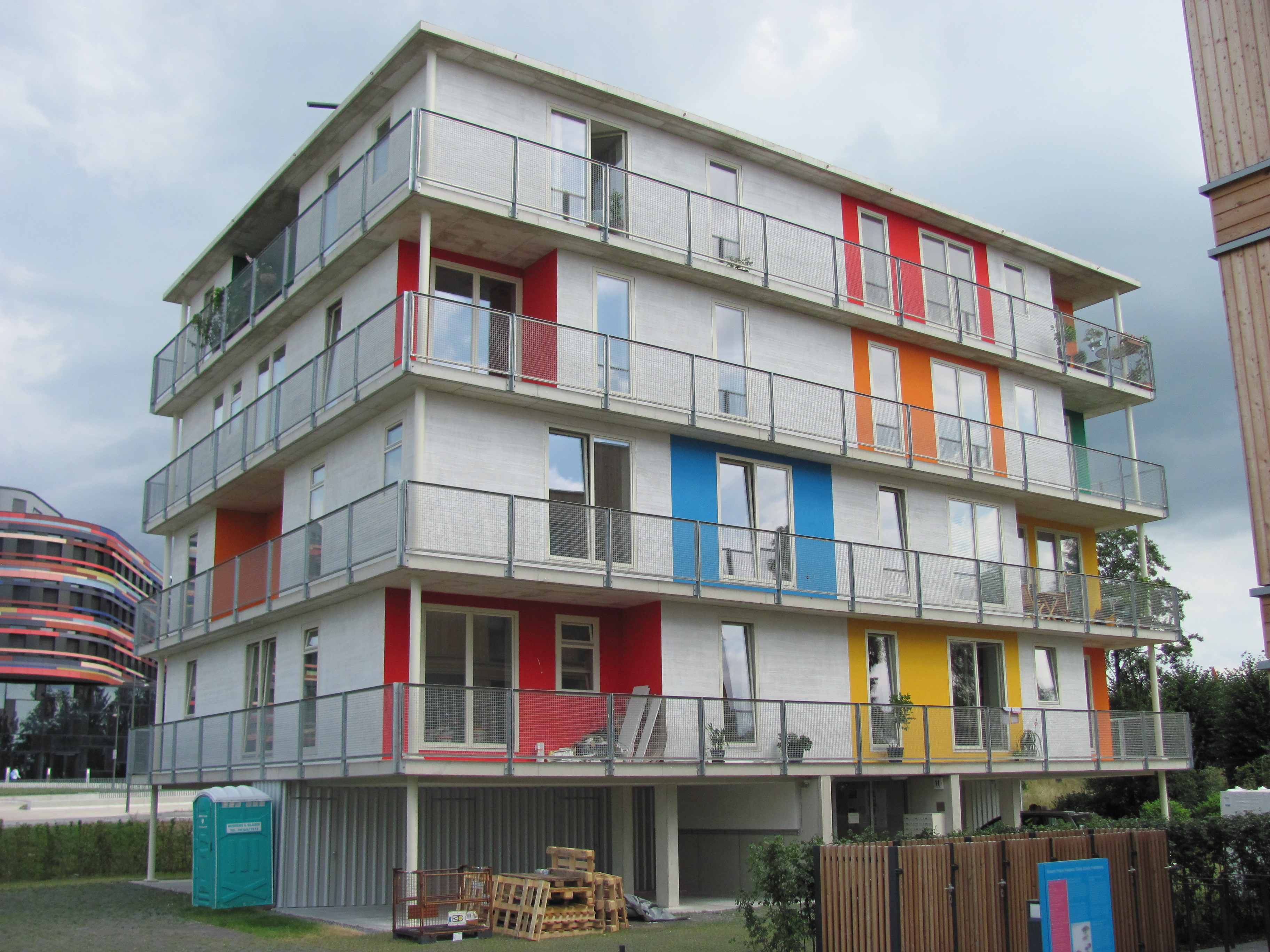
Projekt „Grundbau und Siedler“, IBA Hamburg

Anne-Julchen Bernhardt studierte ab 1990 Architektur an der RWTH Aachen und war gleichzeitig Gaststudentin an der Kunstakademie Düsseldorf. 1997 schloss sie ihr Studium mit dem Diplom ab. Anschließend arbeitete sie in verschiedenen Büros, u. a. bei O&O Baukunst, Heide von Beckerath und b&k+. Seit 1999 ist sie selbstständig in Köln und gründete im Jahr 2000 BeL Sozietät für Architektur gemeinsam mit Jörg Leeser. Von 2001 bis 2005 war Bernhardt Wissenschaftliche Mitarbeiterin am Lehrstuhl für Baukonstruktion III an der RWTH Aachen und erhielt im Jahr 2004 einen Lehrauftrag an der Bergischen Universität Wuppertal. Mit ihrem Büro arbeitet sie häufig in Partnerschaften, so auch u. a. mit schoenhaus, alma und b&k+.
Seit 2008 ist Bernhardt Professorin am Lehrstuhl für Gebäudelehre und Grundlagen des Entwerfens im Reiff der RWTH Aachen.
2010 wurde sie in die Nordrhein-Westfälische Akademie der Wissenschaften und Künste gewählt.

## Bauten (Auswahl)
- FRABA Sp. z o.o, Fabrikationsgebäude, Słubice, Polen, BeL, 2006
- Kaufhaus Breuer, Umnutzung eines Kaufhauses in Seniorenwohnen, Eschweiler, BeL, 2006
- Wohnungsbau in Selbstbauweise, Hamburg-Wilhelmsburg, BeL, 2013[5]
- Liebe deine Stadt Museum, Köln, 2015